# Sysstema projectaria
Sysstema projectaria là một loài bướm đêm trong họ Geometridae.